# Браунинг M2
М2 е американска голямокалибрена тежка картечница с калибър 12,7 mm, под патрон .50 BMG (12,7 × 99 mm).

## История
М2 e разработен през 1932 г. на основата на Browning M1921, който започва да се проектира във финалната фаза на Първата световна война.
Широко се използва в авиацията на САЩ по време на Втората световна война, както в изтребителната (P-40, P-47, P-51, рекорд за изтребител се явява поставянето на осем картечници M2 на изтребителя-щурмовик Republic P-47 Thunderbolt), така и в бомбардировъчнатата авиации. В последния случай той се използва и за атаки над наземни цели (когато средните бомбардировачи и тежките щурмовици носят батареи от по 8 ствола (рекордьор е A-26, който може да носи до 14)), и като отбранително въоръжение в единични, сдвоени и четирицевни установки, турелни и куполни. Защитното въоръжение на бомбардировача B-17 „Летящата крепост“ се състои от 13 единици M2 Browning.
През 1946 г. конструкцията на картечницата е усъвършенствана (което позволява да се намали масата на оръжието с 675 грама).
Различни модификации на тази картечница широко се използват в армията на САЩ от 1930-те години по ден днешен, в течение на Втората световна, Корейската, Виетнамската, Иракската и други войни. Тази картечница състои на въоръжение в много от страните на НАТО и редица други държави. Тя, с много малки модификации, остава да се използва по-дълго, отколкото какъвто и да е друг тип ръчно въоръжение в САЩ. По своята конструкция е подобен на картечницата Браунинг M1919.

### Експлоатация
Състои на въоръжение в редица страни и понастоящем.
Картечницата има много официални обозначения, в частност за съвременната пехотна модификация Browning Machine Gun, Cal. .50, M2, HB, Flexible. Ефективен е против пехота, неброниран и лекоброниран транспорт, а също срещу авиация на ниски височини.
Куршумът тип .50 BMG е по-малко подложен на въздействието на вятъра, по сравнение с по-леките куршуми на по-малките калибри, и широко се използва за голямокалибрените снайперски винтовки.

## Зенитна картечница
Зенитната картечница M2HB на танка M46 е снабден с диоптричен прицел и се разполага на шарнирна сваляема турелна установка, на стойка пред или зад люка на командира, за да има стрелба, съответно, в по насрещния или по кърмовия сектори. Макар картечницата да е предназначена да се използва като зенитна, всъщност най-често тя се използва като оръжие с висока маневреност на огъня за стрелба по наземни цели. Стрелбата от картечницата се води от командира, който стой в отворения люк, което го прави уязвим за стрелковото оръжие на противника.
В хода на войната някои екипажи заменят единичната зенитна картечница със сдвоена 12,7-мм установка, а понякога заменят и 7,62-мм курсова картечница с 12,7-мм M2, предпочитайки последната поради по-добрата точност на големи дистанции и по-голямото поразяващо действие.

## Снайперска стрелба с M2
Картечницата M2 се използва и за снайперска стрелба на големи дистанции, с използването на оптичен прицел. Тази практика започва през Корейската война, но най-голяма известност получава снайперистът от морската пехота на САЩ Карлос Хескок във Виетнам. Използвайки прицел Unertl и рама собствена конструкция, той може бързо да превърне своята картечница в снайперска винтовка. При стрелба с единични той попада по цели с размер на човек на дистанции над 2000 ярда (1830 м), т.е. двойно повече, отколкото при обикновените винтовки (.30 – 06 Winchester Model 70). Той поставя рекорд, който не е подобрен до 2002 г., поразявайки цел (попадението е потвърдено) на 2460 ярда, т.е. 2250 м.

## Производство
Отначало с производството на картечницата се занимава държавното предприятие „Рок Айлъндски арсенал“. Преди встъпването на САЩ във Втората световна война поръчки за серийно производство на картечниците са дадени на заводите на оръжейните компании: Colt’s Patent Fire Arms Co. (Хартфорд, Кънектикът), High Standard Co. (Хюстън, Тексас), Savage Arms Corp. (Уестфилд, Масачузетс), Buffalo Arms Corp. (Бъфало, Ню Йорк). В работата са включени компанията-производител на колела за всички видове техника Kelsey Hayes Wheel Co. (Детройт и Ромулус, Мичиган). Хидравликата за картечните установки за самолетите е разработена и се произвежда от United Shoe Machinery Corporation (Бостън, Масачузетс) по поръчка на Air Force Weapons Laboratory (Лаборатория за авиационни въоръжения). Компаниите-производители на авто резервни части на Олдсмобил в Ленсинг, Мичиган, AC Spark Plug във Флинт, Мичиган, Frigidaire в Дейтън, Охайо (всичките три подразделения на корпорацията General Motors) са преориентирани за производство на авиационния модел на картечницата.
За времето на Втората световна са произведени над 400 хил. ед. от пехотния вариант на Browning M2.
Впоследствие, лицензионното производство на картечницата се води и в чужбина:
- Белгия: произвежда се от компанията FN Herstal;[10]
- Великобритания: произвежда се от компанията Manroy Engineering;[11]
- Индонезия: произвежда се от компанията Pindad под индекса SMB-1;[12]
- Южна Корея: произвежда се от компанията S&T Dynamics под индекса K6;[13]
- САЩ: произвежда се от компанията U.S. Ordnance.[14]
- Финландия: бивш производител. Произвеждан е в ограничена серия в годините на Втората световна война под индекса 12,7 Lkk/42 VKT от компанията Valtion Kivääritehdas.[15]
- Швейцария: произвежда се от фирмата Astra Defense под индекса MG127.[16]

## В компютърните игри
- Armed Assault
- Arma 2
- Arma 3
- Battlefield
- Black Mesa
- Call of Duty
- Fallout Tactics: Brotherhood of Steel
- Half-Life
- I.G.I.-2: Covert Strike
- NAM
- Operation Flashpoint
- The suffering: Prison is hell
- Vietcong
- World of Warplanes
- War Thunder
- Wargame: AirLand Battle
- Wargame: European Escalation
- Wargame: Red Dragon
- Ил-2: Щурмовик (игра)
- Реалното функциониране на 3D модел на Браунинг М2 може да се види в оръжейния симулатор-игра „World of Guns:Gun Disassembly“.

## Варианти и модификации
- Browning M2HQCB – модификация обр. 1984 г., разработена от FN Herstal за белгийската армия и приета на въоръжение в страните от НАТО[17]
- M2A1 – модификация, разработена за въоръжените сили на САЩ.[18] Фактически, първата модификация на картечницата, от момента на приемане на въоръжение. Има бързозаменяем ствол с пламегасител и дръжка, прединият вариант изисква много време и умения за смяна на ствола, тъй като е необходимо да се регулира луфта между затвора и патронника. Приета на въоръжение на 15 октомври 2010 г.